# Coigny
Coigny est une ancienne commune française du département de la Manche et la région Normandie, devenue le 1er janvier 2016 une commune déléguée au sein de la commune nouvelle de Montsenelle.
Elle est peuplée de 167 habitants.

## Géographie
La commune appartient au Parc naturel régional des Marais du Cotentin et du Bessin, classé en zone naturelle d'intérêt écologique, faunistique et floristique (ZNIEFF) de type 2 et couvert par la convention de Ramsar. À ce titre, le territoire de Coigny est soumis à la directive Oiseaux et la directive habitats.
Couvrant 450 hectares, le territoire de Coigny est le moins étendu du canton de La Haye-du-Puits (sa superficie est toutefois très similaire à celle de Houtteville qui couvre 451 hectares).
| Cretteville, Vindefontaine | Cretteville | Houtteville |
| Prétot-Sainte-Suzanne      | Coigny      | Appeville   |
| Saint-Jores                | Saint-Jores | Baupte      |

## Toponymie
Le nom de la localité est attesté sous les formes Cuneis vers 1080, de Cuneis en 1123, de Cogneis en 1186, Coignies en 1309, Coingnies en 1320, Coignies en 1362, Coygnies sans date.
Si la graphie Cuneis est une forme romane, elle sous-entend une formation gallo-romane reposant sur le latin cuneus « coin », Cogneis, au sens de « (terre) en forme de coin », ou mieux, « (terre) dans un coin, un recoin ». Cette solution a l'avantage de correspondre à une réalité géographique du territoire de l'ancienne paroisse.
Le gentilé est Coignysais.

## Histoire
Au XIIe siècle, la paroisse relevait de l'honneur de La Haye.
La seigneurie de Franquetot, dont dépendait Coigny, fut érigée en duché en l'honneur du maréchal François de Franquetot.
Le comté de Coigny fut érigé en 1748 en duché par Louis XV.

## Politique et administration
| Période                                  | Période   | Identité        | Étiquette | Qualité        |
| ---------------------------------------- | --------- | --------------- | --------- | -------------- |
| 1995                                     | mars 2001 | Éliane Dumesnil |           | Aide-soignante |
| mars 2001                                | En cours  | Denis Lebarbier | SE        | Agriculteur    |
| Les données manquantes sont à compléter. |           |                 |           |                |

Le conseil municipal était composé de onze membres dont le maire et deux adjoints.

## Démographie
L'évolution du nombre d'habitants est connue à travers les recensements de la population effectués dans la commune depuis 1793. À partir du 1er janvier 2009, les populations légales des communes sont publiées annuellement dans le cadre d'un recensement qui repose désormais sur une collecte d'information annuelle, concernant successivement tous les territoires communaux au cours d'une période de cinq ans. 
Pour les communes de moins de 10 000 habitants, une enquête de recensement portant sur toute la population est réalisée tous les cinq ans, les populations légales des années intermédiaires étant quant à elles estimées par interpolation ou extrapolation. Pour la commune, le premier recensement exhaustif entrant dans le cadre du nouveau dispositif a été réalisé en 2008,.
En 2021, la commune comptait 167 habitants, en évolution de +2,45 % par rapport à 2015 (Manche : +0,44 %, France hors Mayotte : +2,49 %).
| 1793 | 1800 | 1806 | 1821 | 1831 | 1836 | 1841 | 1846 | 1851 |
| ---- | ---- | ---- | ---- | ---- | ---- | ---- | ---- | ---- |
| 424  | 424  | 545  | 566  | 435  | 431  | 419  | 407  | 385  |

| 1856 | 1861 | 1866 | 1872 | 1876 | 1881 | 1886 | 1891 | 1896 |
| ---- | ---- | ---- | ---- | ---- | ---- | ---- | ---- | ---- |
| 377  | 369  | 350  | 341  | 352  | 373  | 352  | 399  | 366  |

| 1901 | 1906 | 1911 | 1921 | 1926 | 1931 | 1936 | 1946 | 1954 |
| ---- | ---- | ---- | ---- | ---- | ---- | ---- | ---- | ---- |
| 332  | 345  | 352  | 360  | 304  | 280  | 244  | 243  | 254  |

| 1962 | 1968 | 1975 | 1982 | 1990 | 1999 | 2008 | 2013 | 2018 |
| ---- | ---- | ---- | ---- | ---- | ---- | ---- | ---- | ---- |
| 236  | 237  | 247  | 254  | 232  | 204  | 207  | 180  | 166  |

| 2019 | - | - | - | - | - | - | - | - |
| ---- | - | - | - | - | - | - | - | - |
| 167  | - | - | - | - | - | - | - | - |

## Économie
La commune se situe dans la zone géographique des appellations d'origine protégée (AOP) beurre d'Isigny et crème d'Isigny.

## Lieux et monuments

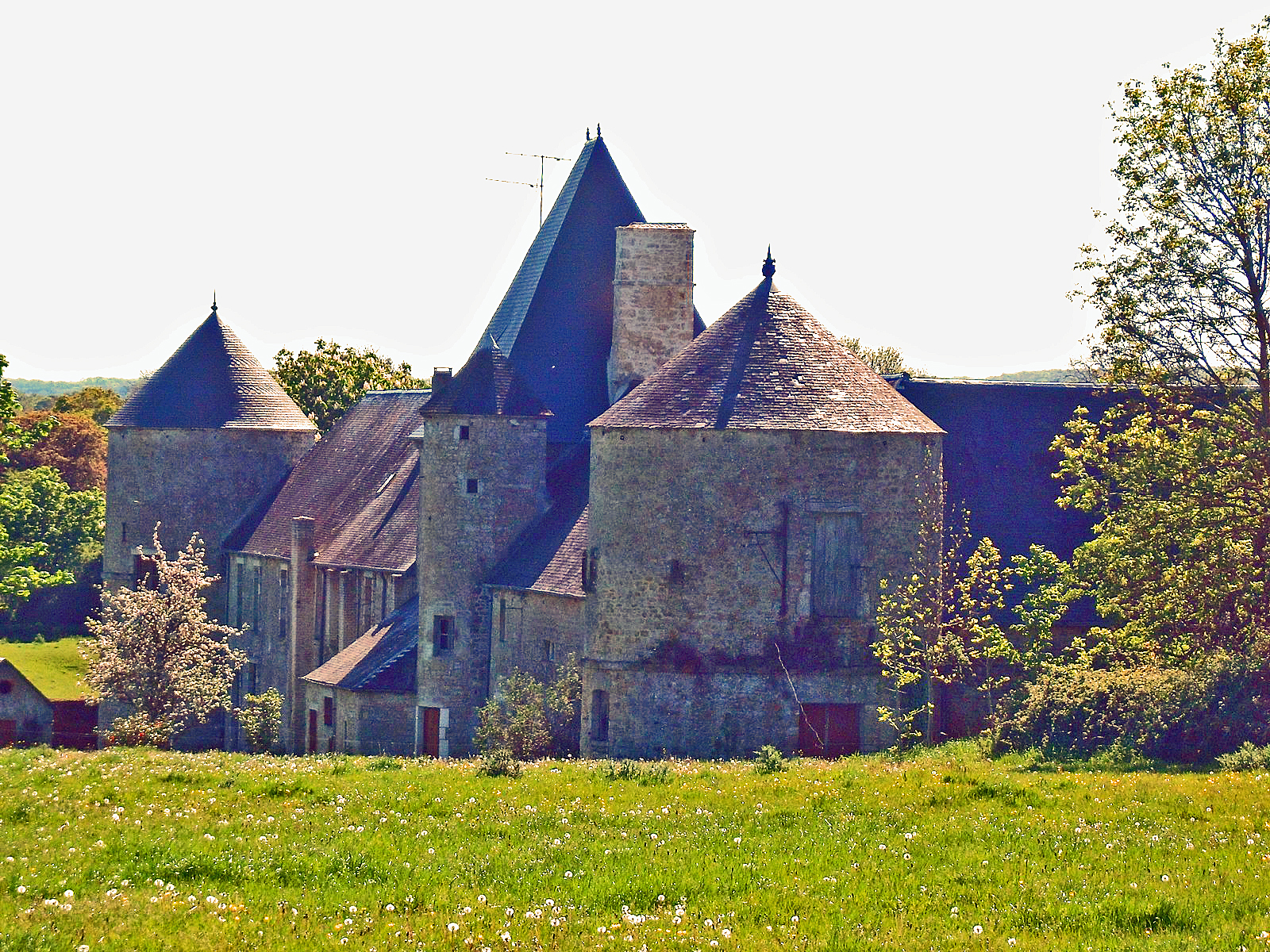
Vieux château.

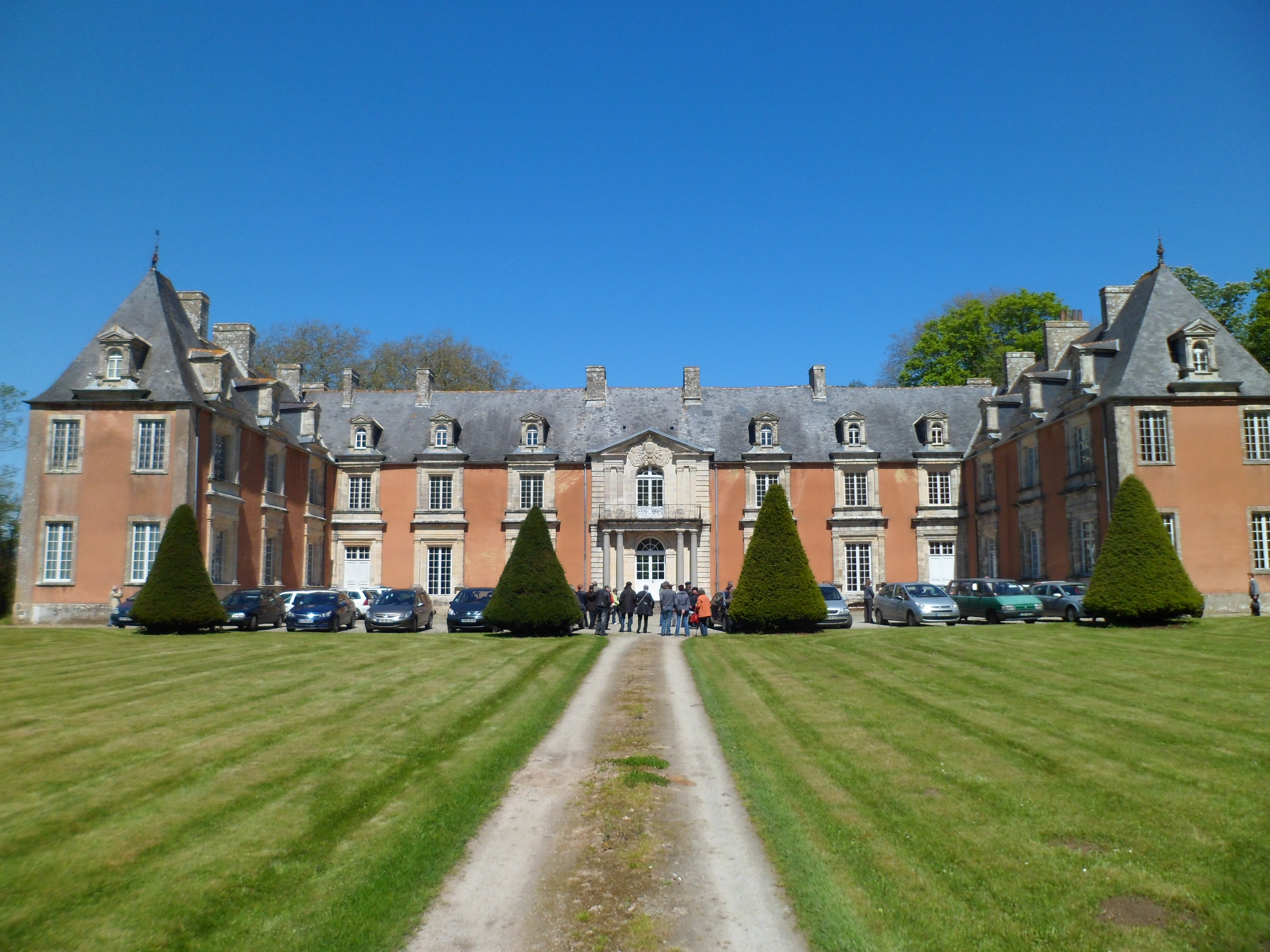
Château de Franquetot.

- Château de Coigny dit le vieux château (XVIIe siècle). Construit par Antoine de Franquetot vers 1600 avec douves, restes du corps central, cheminée Renaissance XVIIe au 1er étage, classée monument historique[15] ; vastes communs XVIIe. De 1886 à 1920, il abrita l'école départementale d'agriculture et de laiterie dirigée notamment par François Noël (1870-1937) après son installation à Coigny, et dont il fut maire et conseiller général de La Haye-du-Puits de 1911 à 1919[8].

Le château a été aménagé en chambres d'hôtes et lieu de concerts par ses propriétaires.
- Château de Franquetot (XVIIe – XVIIIe siècles), bâti sur des caves voûtées du XIIIe siècle[8] inscrit aux monuments historiques[16] avec logis rectangulaire, avant-corps central à fronton, deux ailes en retour d'équerre, combles à lucarnes, plan en fer à cheval : les deux bâtiments en équerre sont des XVIe et XVIIe siècles, les deux de droite datent du milieu XVIIIe, construits dans le style des précédents ; mobilier ; chapelle ornée de boiseries XVIIIe ; vestiges (murs) des écuries XVIIIe ; vaste parc avec plan d'eau, chapelle.

En 1666 il passe par héritage à Antoine de Franquetot. Jusqu'en 1840, Franquetot situé sur Cretteville fut rattaché à Coigny par ordonnance royale.
- Église Saint-Pierre et Saint-Paul (XIIIe, XVe – XXe siècles). Elle abrite un ensemble maitre-autel-retable des XVIIe et XVIIIe siècles avec tabernacle, statuettes et trois tableaux : l'Ascension, saint Sébastien, saint Pierre, classé au titre objet aux monuments historiques[17], une chapelle seigneuriale (XVe siècle)[8], une cloche datée de 1736.
- Croix de cimetière (1636).

## Personnalités liées à la commune
- Thomas Guillotte, qui prend le nom de Franquetot seigneur de Franquetot et seigneur de Saint-Jores et seigneur de Coigny vers 1560.
- Robert de Franquetot comte de Coigny (Coigny, 1630 - 1704), lieutenant-général de cavalerie.
- François de Franquetot de Coigny (château de Coigny, 1670 - 1769), maréchal de France.
- François Henri de Franquetot de Coigny, comte puis duc de Coigny (1737-1821), maréchal de France, petit-fils du précédent.